# Đăk Pne
Đăk Pne là một xã thuộc huyện Kon Rẫy, tỉnh Kon Tum, Việt Nam.
Xã Đăk Pne có diện tích 162,7 km², dân số năm 2019 là 2.094 người, mật độ dân số đạt 13 người/km².